# 하시오카역
하시오카역(일본어: 端岡駅 하시오카에키[*])은 일본 가가와현 다카마쓰시에 있는 서일본 여객철도 요산선의 역이다. 역 번호는 Y03이다. 단선 승강장과 섬식 승강장 3면 4선의 구조를 가진 복합 형태의 역사이다.

## 타는 곳
| 0 | ■ 요산 선     | (1번선) | 다카마쓰 방면                                |
| 1 | ■ 요산 선     | (1번선) | 다카마쓰 방면                                |
| 2 | ■ 요산 선     | (2번선) | 다카마쓰 방면                                |
| 3 | ■ 요산 선     | (3번선) | 사카이데 · 다도쓰 방면                       |
| 3 | ■ 세토 대교선 | (3번선) | 사카이데 · 고지마 · 자야마치 · 오카야마 방면 |
| 4 | ■ 요산 선     | (4번선) | 사카이데 · 다도쓰 방면                       |

## 이용 현황
| 연도     | 하루 평균 승차 인원 |
| 2006년도 | 1,411명             |
| 2008년도 | 1,379명             |
| 2009년도 | 1,336명             |
| -------- | ------------------- |

## 역 주변
- 국도 제11호선

## 인접 정차역
| 시코쿠 여객철도 요산선      | 시코쿠 여객철도 요산선                | 시코쿠 여객철도 요산선      |
| --------------------------- | ------------------------------------- | --------------------------- |
| Y 00 다카마쓰 다카마쓰 방면 | 쾌속 '선 포트'                        | 사카이데 Y 08 마쓰야마 방면 |
| Y 02 기나시 다카마쓰 방면   | 쾌속 '마린 라이너' · '선 포트' · 보통 | 고쿠부 Y 04 마쓰야마 방면   |